# Robāţ-e Āghāj
Robāţ-e Āghāj (persiska: رُبَت اَغَج, رباط آغاج) är en ort i Iran.   Den ligger i provinsen Markazi, i den centrala delen av landet, 240 km sydväst om huvudstaden Teheran. Robāţ-e Āghāj ligger 1 905 meter över havet och antalet invånare är 120.
Terrängen runt Robāţ-e Āghāj är kuperad österut, men västerut är den platt.Runt Robāţ-e Āghāj är det ganska tätbefolkat, med 67 invånare per kvadratkilometer. Närmaste större samhälle är Khomeyn, 20,0 km söder om Robāţ-e Āghāj. Trakten runt Robāţ-e Āghāj består i huvudsak av gräsmarker.